# Бежиці (Любуське воєводство)
Бежиці (пол. Bieżyce, нім. Groß Bösitz) — село в Польщі, у гміні Ґубін Кросненського повіту Любуського воєводства.
Населення — 375 осіб (2011).
У 1975-1998 роках село належало до Зеленогурського воєводства.

## Демографія
Демографічна структура станом на 31 березня 2011 року:
|          | Загалом | Допрацездатний вік | Працездатний вік | Постпрацездатний вік |
| -------- | ------- | ------------------ | ---------------- | -------------------- |
| Чоловіки | 181     | 42                 | 127              | 12                   |
| Жінки    | 194     | 50                 | 114              | 30                   |
| Разом    | 375     | 92                 | 241              | 42                   |